# 徐詠平
徐咏平（1912年—？），笔名尼斯、东方望。浙江兰溪人，中华民国早期作家，主要著有《到大学之路》、《陈果夫传》此作获得1979年台湾第五届国家文艺奖、《陈布雷先生传》、《日德军事同盟之真相》